# Phlegmariurus phyllanthus
Phlegmariurus phyllanthus är en lummerväxtart som först beskrevs av William Jackson Hooker och Arn., och fick sitt nu gällande namn av Dixit. Phlegmariurus phyllanthus ingår i släktet Phlegmariurus och familjen lummerväxter. Inga underarter finns listade i Catalogue of Life.